# Dialeges sericeus
Dialeges sericeus är en skalbaggsart som beskrevs av J. Linsley Gressitt och Yves Rondon 1970. Dialeges sericeus ingår i släktet Dialeges och familjen långhorningar.
Artens utbredningsområde är Laos. Inga underarter finns listade i Catalogue of Life.